# آکیهیرو ناگاشیما
آکیهیرو ناگاشیما (به انگلیسی: Akihiro Nagashima) بازیکن فوتبال اهل ژاپن و عضو تیم ملی فوتبال ژاپن است که در تاریخ ۲۷ ژوئیه ۱۹۹۰ میلادی اولین بازی ملی‌اش را انجام داد. او در ۴ بازی ملی حضور داشت و آخرین بازی ملی خود را در تاریخ ۲۷ ژوئیه ۱۹۹۱ میلادی انجام داد. آکیهیرو ناگاشیما در بازی‌های ملی‌اش
گلی به ثمر نرساند.